# Internazionali Città di Brescia
Gli Internazionali Città di Brescia sono un torneo professionistico di tennis giocato nei campi indoor su sintetico. Fanno parte dell'ATP Challenger Series e si giocano annualmente dal 2014 nel mese di novembre nel Centro sportivo San Filippo di Brescia in Italia.

## Albo d'oro

### Singolare
| Anno | Campione       | Finalista         | Punteggio           |
| ---- | -------------- | ----------------- | ------------------- |
| 2017 | Lukáš Lacko    | Laurynas Grigelis | 6–1, 6–2            |
| 2016 | Luca Vanni     | Laurynas Grigelis | 6(5)–7, 6–4, 7–6(8) |
| 2015 | Igor Sijsling  | Mirza Bašić       | 6–4, 6–4            |
| 2014 | Illja Marčenko | Farrukh Dustov    | 6–4, 5–7, 6–2       |

### Doppio
| Anno | Campioni                            | Finalisti                               | Punteggio   |
| ---- | ----------------------------------- | --------------------------------------- | ----------- |
| 2017 | Sander Arends Sander Gillé          | Luca Margaroli Tristan-Samuel Weissborn | 6–2, 6–3    |
| 2016 | Michail Elgin Alexander Kudryavtsev | Wesley Koolhof Matwé Middelkoop         | 7–6(4), 6–3 |
| 2015 | Ilija Bozoljac Igor Zelenay         | Mirza Bašić Nikola Mektić               | 6–0, 6–3    |
| 2014 | Illja Marčenko Denys Molčanov       | Roman Jebavý Błażej Koniusz             | 7–6(4), 6–3 |